# Palača kulture i športa u Varni
Palača kulture i športa ili kako je često zovu Palača Varne (bug. Дворец на културата и спорта) je športska dvorana za održavanje kulturnih i športskih događaja u bugarskom gradu Varni, a sastoji se od tri manja kompleksa - Kongresna Hall, Mladost Hall i Hall 20, koji zajedno imaju kapacitet od 5500 sjedala. Palača je bila jedna od dvorana u kojoj je svoje utakmice igrala skupina C na Europskom prvenstvu u odbojci za muškarce 2015.

## Vanjske poveznice
- Službena stranica